# Stepnoi (Sovkhozni)
Stepnoi - Степной (rus) és un possiólok del krai de Krasnodar, a Rússia. Es troba al delta del riu Kuban. És a 10 km al nord-oest de Slàviansk-na-Kubani i a 83 km a l'oest de Krasnodar. Pertany al possiólok de Sovkhozni.